# 大木塁
大木 塁（おおき るい）は、日本の経営者、投資家、起業家。現早稲田大学商議員メンバー。
第一次世界大戦中に炭鉱の坑木売買で莫大な財を築いた経営者および政治家である大木熊太郎のひ孫。
自身で創業し100%株式を保持していたビッグツリーテクノロジー&コンサルティング社の株式90%を2018年8月にインテグラル株式会社に売却。売却額については両者ともに非公開としているが、売却の仲介を手掛けたFUNDBOOK社のオフィシャルホームページ内のインタビュー記事によると100億弱であったことと推測できる。
現在はオズキャピタル社の代表取締役社長。
同社ホームページによればシンガポールにて毎年数十億円単位の資産運用を行い、また「Football×Fashion」を掲げるセレクトショップのバランススタイル社など話題のIPO前企業に対する資本投資を行っている。